# الحرب في أبخازيا (1998)
اندلعت الحرب في أبخازيا عام 1998 في منطقة غالي في أبخازيا، بعد أن شن الجورجيون تمردًا ضد الحكومة الأبخازية الانفصالية. يشار إلى الصراع أحيانًا باسم حرب الأيام الستة في أبخازيا. ومع ذلك، فإن هذا الاسم يأخذ في الاعتبار فقط الهجوم الأبخازي الذي استمر من 20 إلى 26 مايو 1998، بينما كانت الأعمال العدائية وهجمات المتمردين قد وقعت بالفعل قبل ذلك التاريخ.

## التاريخ
في الأشهر الثمانية عشر التي سبقت الحرب، هاجمت القوات شبه العسكرية الجورجية بشكل منهجي قوات حفظ السلام الروسية والجيش الأبخازي. في بداية مايو، عبر 300 مقاتل من الفيلق الأبيض الجورجي شبه العسكري الحدود إلى أبخازيا، وعندها وضعت الحكومة الأبخازية جيشها في حالة تأهب قتالي. وقيل إن الفيلق الأبيض تلقى أوامر من تاماز ناداريشفيلي، رئيس حكومة جمهورية أبخازيا المتمتعة بالحكم الذاتي وعضو مجلس الأمن الجورجي. بالإضافة إلى ذلك، أعلن تورنيك بيريشفيلي، زعيم المخيدريوني، في 27 مايو أن 100 من رجاله قد قاتلوا أيضًا في أبخازيا. وبحسب المصادر الجورجية، سيطرت القوات الجورجية يومي 2 و 3 مايو على قريتي سابيريو، بالقرب من سد إنغوري، وخوموشكوري، وقتلت ستة جنود أبخازيين عندما حاولت القوات الأبخازية استعادة القريتين. في 12 مايو، أعلن النائب الجورجي جيرمان باتساتسيا أنه سيستقيل للانضمام إلى المتمردين الجورجيين في أبخازيا الذين زعم أنهم سيطروا على منطقة غالي.
في 18 مايو قتلت القوات الجورجية حوالي عشرين من رجال الشرطة الأبخازية في هجوم مفاجئ في قرية ريبي. في اليوم التالي، شنت القوات الأبخازية هجمات انتقامية أسفرت عن مقتل ما بين عشرة وثلاثين شخصًا وتسبب في فرار السكان الجورجيين عبر الحدود. وشهدت الأيام التالية اشتباكات طفيفة ومتفرقة حيث أرسلت وزارة الداخلية الأبخازية 800 رجل آخر إلى منطقة غالي. ووردت أنباء عن قيام القوات الأبخازية بإضرام النار في منازل جورجية. في 22 مايو، وقع الجانبان اتفاق وقف إطلاق النار في تبليسي، والذي تم انتهاكه في نفس اليوم عندما اندلع القتال في قرية تسكيري، مما أسفر عن مقتل أربعة أشخاص. وشهدت الأيام الثلاثة التالية معارك ضارية، حيث أبلغت وكالة «ايتار تاس» عن مقتل 40 جندياً أبخازياً و 4 جنود جورجيين وأكثر من 20 مدنياً جورجياً.
في 25 مايو، وقع وزيرا خارجية جورجيا وأبخازيا اتفاقية أخرى لوقف إطلاق النار في غاغرا، من المقرر أن تدخل حيز التنفيذ في الساعة 6:00 في اليوم التالي، لكن القتال استمر. في ليلة 26 إلى 27 مايو، طردت القوات الأبخازية آخر رجال حرب العصابات الجورجيين. وألقت المعارضة الجورجية باللوم على الرئيس إدوارد شيفرنادزه لخسارته الحرب من خلال عدم دعم العصابات مع الجيش الجورجي. أعلن شيفرنادزه أن أحد أسباب عدم إرساله إلى الجيش هو أنه لم يكن جاهزًا للقتال.

## الخسائر
وفقًا لمكتب المدعي العام في جورجيا، خلال نزاع غالي، تكبد الجانب الجورجي الخسائر التالية: 6 مفقودون، مقتل 35 مدنياً و 17 مسؤولاً، 24 جرحى، و 56 سجينًا. بالإضافة إلى ذلك، تم إحراق 1،685 منزلاً لسكان جورجيا المحليين. زعمت المصادر الجورجية أن الخسائر الأبخازية كانت أعلى من ذلك بكثير، قائلة إن 300 شخص على الأقل لقوا حتفهم وأن هناك العشرات من الجرحى. أسفرت الأعمال العدائية عن سقوط مئات الضحايا من كلا الجانبين، ونزوح إضافي لما بين 30 ألف و 40 ألف جورجي.